# Stazione di Cittiglio
Stazione di Cittiglio vasútállomás Olaszországban, Lombardia régióban, Cittiglio településen.

## Vasútvonalak
Az állomást az alábbi vasútvonalak érintik:
- Saronno-Laveno-vasútvonal

## Kapcsolódó állomások
A vasútállomáshoz az alábbi állomások vannak a legközelebb:
- Stazione di Laveno Mombello Nord
- Stazione di Gemonio